# Стреви
Стрѐви (на италиански: Strevi; на пиемонтски: Strev, Стрев) е село и община в Северна Италия, провинция Алесандрия, регион Пиемонт. Разположено е на 150 m надморска височина. Населението на общината е 2083 души (към 2010 г.).